# 森美兰
森美兰是位于马来西亚半岛地区西海岸的一个州，是由18世紀末葉來自今印尼蘇門答臘的米南加保人（據族人傳説，意思爲：勝利的水牛）建立的九個酋長國发展而來。（Sembilan即是馬來文中的“九”）
森美兰州首府是芙蓉，州王宫所在地位于神安池。有别于马来西亚半岛地区其他州属君主的世袭制，森美兰州的君主称为严端，而并非苏丹。严端是由州内四大部落即双溪芙蓉、林茂、日叻务和柔河的酋长选出的。

## 歷史
来自苏门答腊的米南佳保人在15世纪在今森美兰地區建立城邦，受到马六甲苏丹国和随后的柔佛苏丹国的保护。18世纪起，来自印尼群岛的武吉斯人开始进犯马来半岛。由于柔佛苏丹国的势力逐渐式微，米南加保人决定回苏门答腊寻求援助。在这期间，各米南加保城邦相互兼并，自立为君主，内战连绵。
英国人在19世纪占领槟城、马六甲和新加坡后，垂涎马来半岛的矿产及天然资源，便开始插手干预各马来州属的政治。
1874年，拿督万达（Dato' Bandar）为反对拿督克拉那（Dato' Kelana）征收锡米税而爆发了内战。双方在宁宜河（Sungai Linggi）爆发激烈的争斗。宁宜河是芙蓉主要的贸易水路，通往马六甲的贸易码头，许多人都乘船通过，税收颇为可观。拿督万达倚赖华族矿工的支持占上风，拿督克拉那为了巩固本身经济利益，便去寻求英国人协助。拿督万达最后虽然联合其他马来贵族与农民进行抗争，但仍被英国人打败。英国殖民当局于是扶持拿督克拉那为芙蓉的统治者，并委派本身的白人助理参政司掌管政务。
内战结束后，拿督克拉那立盟约接受英国的保护。拿督克拉那顺利地当上芙蓉区酋长的位子，而英国有权利索取宁宜河一半的税金，并委派参政司协助英国殖民政府管理该区。英国的势力逐渐扩张，最后在英国殖民地参政司下统一了全州。马来联邦随后成立，森美兰州，连同雪兰莪、彭亨跟霹雳被迫加入，沦为英国的保护国。森美兰政府被迫割让南宁、士毛月、昔加末等地予临近州属。
第二次世界大战结束后，1948年森美兰加入马来亚联合邦。1957年马来亚联合邦独立，森美兰第十任严端端姑阿都拉曼成为马来亚联合邦首任最高元首。

## 首長
森美兰州实行君主立宪制度，现任森美兰最高统治者是 Tuanku Muhriz ibni Almarhum Tuanku Munawir，而最高统治者后是 Tuanku Aishah Rohani binti Almarhum Tengku Besar Mahmud。

## 人口
大马公民中（970,604人）以米南加保人为主（58.3%），其餘依次為华人（24%）、印度人（15.7%）、其他土著（1.57%）及其他（0.43%）。在包括非大马公民方面中，马来人土著为主（55.8%），其餘依次為华人（23%）、印度人（15%）、其他土著（1.5%）、其他（0.43%）及非大马公民（4.27%）。
大概40%的人口都居住在芙蓉县，使得芙蓉县成為州内人口最密集的区域；其余6成人口则分布在其他县。州内的华人以客家人为主，因为地理环境靠近吉隆坡，大部分芙蓉人皆以粤语交谈。而南部靠近马六甲州和柔佛州的市镇则一般都以华语或閩南福建话沟通。

## 州歌
Berkatlah Yang Di-Pertuan Besar
马来文
Berkatlah Yang di-Pertuan Besar             Negeri Sembilan

Kurniai Sihat Dan Makmur

Kasihi Rakyat Lanjutkan Umur

Akan Berkati Sekalian Yang Setia

Musuhnya Habis Binasa

Berkatlah Yang di-pertuan Besar  Negeri Sembilan
英文
Blessed are you, great ruler of Negeri Sembilan

May you be healthy and live long

Love your citizens, live long

Will readily pray for you

All his enemies will be completely destroyed

Blessed are you, great ruler of Negeri Sembilan

## 行政区划

森美兰县属

九州共有7个县，如下：
1. 芙蓉县（Daerah Seremban，首府）
2. 波德申县（Daerah Port Dickson）
3. 林茂县（Daerah Rembau）
4. 日叻務县（Daerah Jelebu）
5. 瓜拉庇劳县（Daerah Kuala Pilah）
6. 仁保县（Daerah Jempol）
7. 淡边县（Daerah Tampin）

### 地方政府
- 日叻务县议会（Majlis Daerah Jelebu）
- 仁保市议会（Majlis Perbandaran Jempol）
- 瓜拉庇朥县议会（Majlis Daerah Kuala Pilah）
- 波德申市议会（Majlis Perbandaran Port Dickson）
- 林茂县议会（Majlis Daerah Rembau）
- 淡边县议会（Majlis Daerah Tampin）
- 芙蓉市政厅（Majlis Bandaraya Seremban）[6]

## 交通

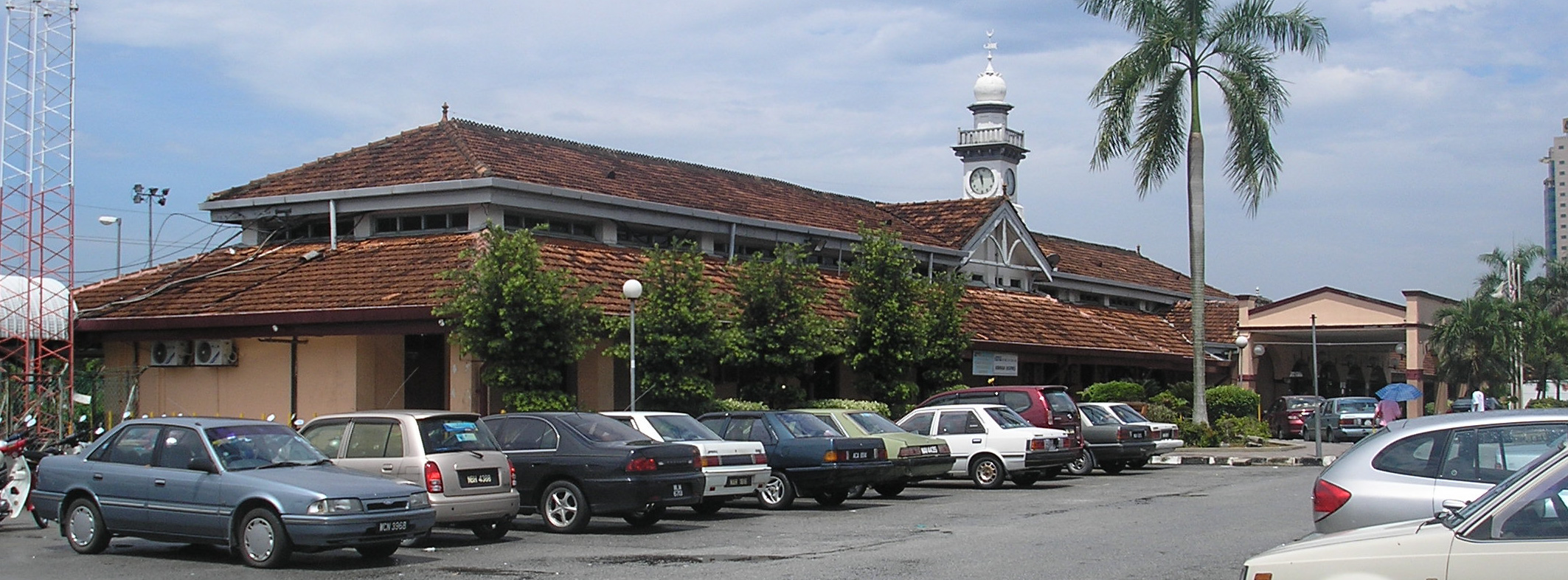
芙蓉站

芙蓉线是马来亚铁路公司旗下KTM通勤铁路中马区服务的其中一条路线，也属于陆路公共交通委员会（SPAD）的大吉隆坡/巴生谷综合运输系统，路线编号为1，而颜色则为蓝色。该路线途径森美兰州、雪兰莪州及吉隆坡，连接首都吉隆坡和芙蓉、加影、冼都等周边市郊城镇，于1995年8月开始投入服务。
森美兰的芙蓉－淡边电动火车双轨工程于2012年8月16日竣工，同时也增加两了全新的列车站，分别位于新那旺（Senawang）和双溪芽笃（Sungai Gadut），并于2011年1月开始运作。
森美兰沒有任何机場；最邻近的机场為KLIA，可通过收费站到达。

## 教育

### 高等教育
- 国立工艺学院（波德申）
- 国立工艺学院（仁保和日叻务）
- 端姑查化国立大学（Universiti Tunku Jaafar）
- 汝来大学（Nilai University） （页面存档备份，存于）
- 汝来国际学校 (Nilai International School) （页面存档备份，存于）
- 英迪国际学院（Inti International University）
- Tafe学院
- UCSI Sedaya 大学 (Bandar Spring Hill)
- 马来西亚伊斯兰科技大学（Universiti Sains Islam Malaysia)

### 国民型华文中学
- 振华国民型华文中学 SMJK Chan Wa, Seremban
- 振华二校国民型华文中学 SMJK Chan Wa II , Seremban
- 启文国民型华文中学 SMJK Chi Wen, Bahau
- 瓜拉庇劳中华国民型华文中学 SMJK Chung Hua, Kuala Pilah

### 华文独立中学
- 芙蓉中华中学 CHUNG HUA HIGH SCHOOL
- 波德申中华中学 CHUNG HUA MIDDLE SCHOOL

### 国民中学
- 达哈国民中学（SMK Dato Mohd Taha）
- 淡边端姑勿刹中学（SMK Tunku Besar Tampin）
- 芙蓉新城国民中学 （SMK Seremban 2)
- SMK Seri pagi
- SMK Seremban Jaya（1/2）注：分校
- SMK bukit mewah
- 文丁国民中学 SMK Mantin
- SMK METHODIST ACS (M)

## 旅遊景点
森美兰较其他州属的旅游景点少，其中有神安池博物館、芙蓉博物馆、乌鲁文都瀑布（Ulu Bendol）、波德申海滩等等。购物中心和公共娱乐设施也鲜少，这主要归因于森州政府的限制政策。现今多数政府部门都迁移去芙蓉新城（Seremban 2），警察、消防局、法庭都坐落在该区。
较热闹的地方是靠近芙蓉新城的奥克兰区（Oakland Commerce Square），那里多数是商业区。州内主要商有芙蓉新城永旺商场、Era Square / Terminal 2（坐落在明佫酒家的旁边）、Terminal 1、Seremban Parade等。

## 华裔名人
- 陈泓宇（芙蓉）
- 黄侑晨（芙蓉）
- 陈容（马口）
- 梁静茹（马口）
- 丘采桦（马口）
- 丘联伟（马口）
- 颜菀倩（马口）
- 张智成（新邦榴莲）
- 陈泳锦（芙蓉沉香）
- 黎升铭（芙蓉）
- 李佳薇（芙蓉）
- 何蒉町（淡边）
- 谢华安（淡边）
- 賈森（葫蘆頂）
- 王彪民（瓜拉庇劳）
- 張盛闻（芙蓉）
- 吴健南（亚沙）
- 陆兆福（芙蓉）
- 林伟才（日拉务）

## 旗帜
- 森美兰州旗

## 參见
- 森美兰州议会